# Suyo (Ayabaca)
Suyo es un caserío peruano, capital del distrito homónimo perteneciente a la provincia de Ayabaca del departamento de Piura, al norte del Perú.

## Ubicación
Suyo se ubica al noroeste de la provincia de Ayabaca, en el distrito de Suyo, en el departamento de Piura.

## Demografía
En 2017 Suyo tenía una población de 1000 habitantes.
| Gráfica de evolución demográfica de Suyo entre 1993 y 2017 |
|                                                            |
| Fuentes: Población 1993 y 2017                             |